# Sporothrix pallida
Sporothrix pallida är en svampart som först beskrevs av Tubaki, och fick sitt nu gällande namn av Matsush. 1975. Sporothrix pallida ingår i släktet Sporothrix och familjen Ophiostomataceae.   Inga underarter finns listade i Catalogue of Life.